# الدين الميسيني

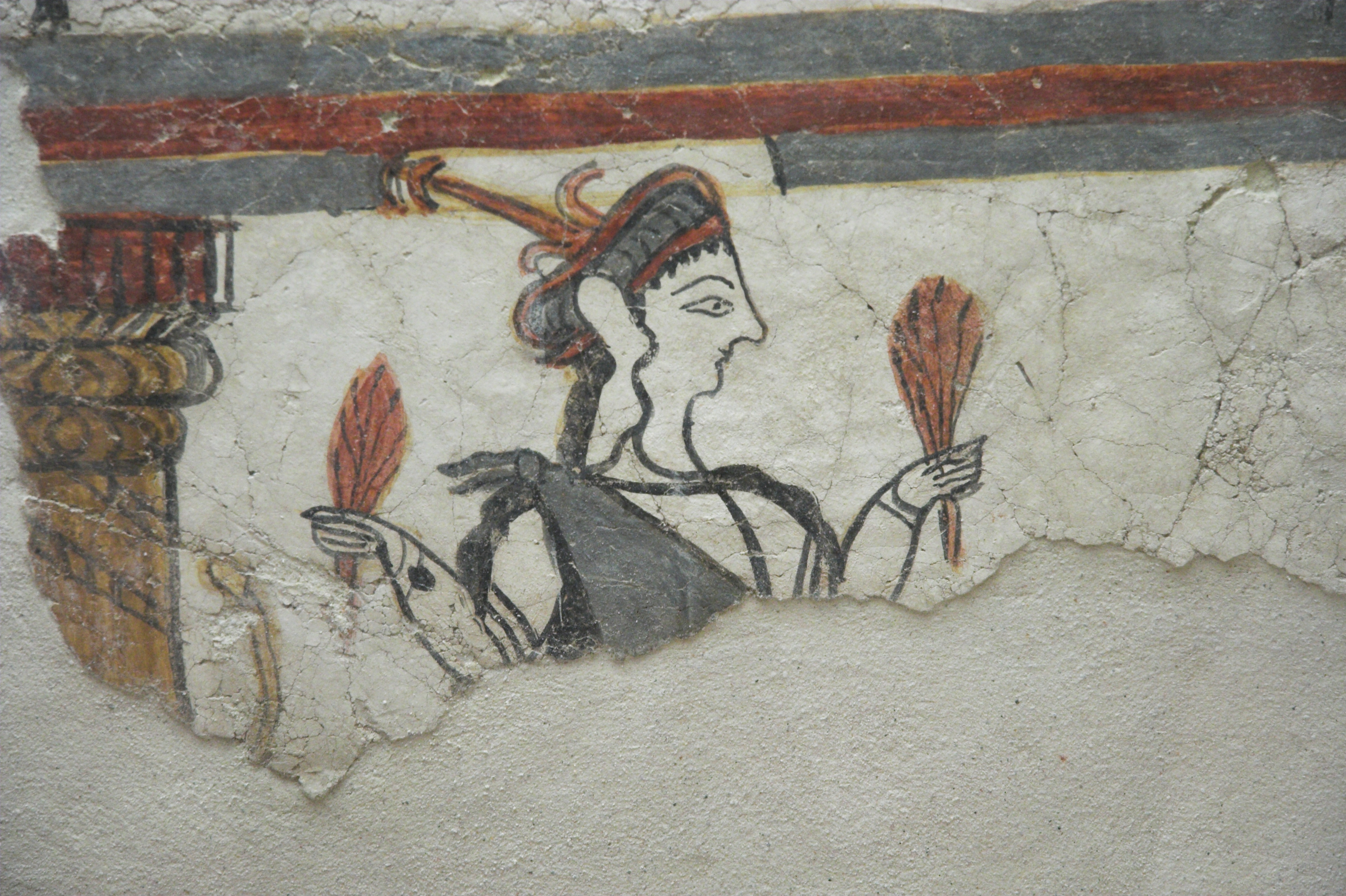

من الصعب تحديد العنصر الديني في اليونان الميسينية (حوالي 1600-1100 قبل الميلاد)، خاصة فيما يتعلق بالمواقع الأثرية، حيث لا يزال من الصعب اختيار مكان للعبادة على وجه اليقين. يشير جون تشادويك إلى أن ما لا يقل عن ستة قرون يكمن بين الوجود المبكر للمتحدثين اليونانيين في اليونان في هيلاس والنقوش الأولى في النص الميسيني المعروف باسم نظام الخطي ب، والتي سيتم خلالها دمج المفاهيم والممارسات مع معتقدات ما قبل اليونانية الأصلية، وإذا كانت التأثيرات الثقافية في الثقافة المادية تعكس التأثيرات في المعتقدات الدينية - مع الدين المينوي. أما بالنسبة لهذه النصوص، فإن قوائم القرابين القليلة التي تعطي أسماء الآلهة كمتلقين للبضائع لا تكشف شيئًا عن الممارسات الدينية، ولا يوجد أدب على قيد الحياة. رفض جون تشادويك الخلط بين الديانة المينوية والميسينية المستمدة من الارتباطات الأثرية  وحذر من «محاولة الكشف عن ما قبل التاريخ للدين اليوناني الكلاسيكي عن طريق تخمين أصوله وتخمين معنى أساطيره»  قبل كل شيء من خلال الغادرة علم أصول الكلام. اكتشف موسى آي فينلي عددًا قليلاً جدًا من انعكاسات الميسيني الأصيلة في عالم هوميروس في القرن الثامن، على الرغم من موقعه «الميسيني». ومع ذلك، يؤكد نيلسون، استنادًا إلى قواعد غير مؤكدة بل على عناصر دينية وعلى تمثيلات للآلهة ووظيفتها العامة، أن الكثير من آلهة مينو والمفاهيم الدينية تم دمجها في دين الميسينيين. من الأدلة الموجودة، يبدو أن الديانة الميسينية كانت أم الديانة اليونانية. شمل آلهة الميسينيين بالفعل العديد من الألوهية التي يمكن العثور عليها في اليونان الكلاسيكية.

## الآلهة
من المحتمل أن يكون باين (Pa-ja-wo) هو مقدمة الطبيب اليوناني للآلهة في هوميروس إلياد . لقد كان تجسيدًا للأغنية السحرية التي كان من المفترض أن «تشفي» المريض. في وقت لاحق أصبح أيضا أغنية النصر (παιάν). كان يُطلق على السحرة أيضًا «الأطباء الرائدين» (ιατρομάντεις)، وهي وظيفة تم تطبيقها أيضًا لاحقًا على أبولو.
تظهر أثينا (A-ta-na) في نقش خطي ب في كنوسوس من أواخر عصر مينوان الثاني. شكل A-ta-na po-ti-ni-ja (عشيقة أثينا) يشبه شكل اللاحق. من المحتمل أنها كانت إلهة القصر الممثلة في «المسيرة الجدارية» الشهيرة في كنوسوس. في لوحة جدارية من العصر الميسيني، هناك تركيبة من امرأتين تمد أيديهما نحو شخصية مركزية مغطاة بدرع ضخم الشكل ثمانية. الشخصية المركزية هي إلهة الحرب مع البلاديوم الخاص بها (العصور القديمة الكلاسيكية)، أو البلاديوم الخاص بها في تمثيل أنيقي.